# 迪耐瑟一世
迪耐瑟一世（Denethor I），是英國作家約翰·羅納德·鲁埃爾·托爾金（J.R.R. Tolkien）的史詩式奇幻說《魔戒三部曲》中的虛構人物。
他是剛鐸（Gondor）第十任攝政王，任內魔多（Mordor）展開首次試探性攻擊，被他派兵擊退。

## 名字
迪耐瑟（Denethor）一名是辛達語，與第一紀元綠精靈（Laiquendi）的國王同名，意思是「輕盈而苗條」Lithe and lank。

## 總覽
迪耐瑟是剛鐸的登丹人（Dúnedain）。他屬於胡林家族（House of Húrin），父親名字不詳，母親是剛鐸攝政王迪歐的姊妹瑞安（Rían）。不清楚他有沒有任何兄弟姊妹。他有兩女一子，女兒均名字不詳，波羅莫（Boromir）是他的幼子及繼承人。
他本應不會繼位，但由於他的舅父迪歐（Dior）無後，於是由血緣上最接近的迪耐瑟繼任成為第十任剛鐸攝政王（Ruling Steward）。在他任內末年，攝政王時代早期享受的警覺的和平時期（Watchful Peace）結束，日益強大的索倫返歸多爾哥多（Dol Guldor），而魔多的敵人亦不甘寂寞，對剛鐸發動攻擊。
他生於第三紀元2375年，死於2477年，享年102歲。

## 生平
迪耐瑟生於第三紀元2375年，大概是在米那斯提力斯（Minas Tirith）。2435年，他的舅父迪歐去世，由迪耐瑟繼承攝政王之位。
在他任內，邪惡力量逐漸甦醒和強大起來：2460年，索倫（Sauron）返回多爾哥多；2475年，戒靈之首安格馬巫王（Witch-king of Angmar）率領大批強獸人侵略伊西立安（Ithilien），攻佔戰略要地奧斯吉力亞斯（Osgiliath），破壞了那處的防禦工事和渡河的石橋，重重打擊了剛鐸的士氣和防禦力。
迪耐瑟的兒子波羅莫十分英勇，他親率兵馬反擊巫王，連巫王也害怕波羅莫的威勢，最終波羅莫將敵人逐回魔多，收復了東邊的國土，為剛鐸嬴得一段和平時間。
第三紀元2477年，迪耐瑟去世，結束了42年的統治，由他的兒子波羅莫繼位。

## 資料來源
1. 1 2 3 4  《中土世界的歷史》 Vol.12《中土世界的民族》 "The Heirs of Elendil"
2. ↑  Thain's Book: Denethor I 的存檔，存档日期2011-10-16.
3. 1 2 3 4  《魔戒三部曲》 2001年 聯經初版翻譯 附錄一帝王本紀及年表
4. 1 2  《魔戒三部曲》 2001年 聯經初版翻譯 附錄二編年史

| 前任： 迪歐 | 剛鐸宰相及攝政王 | 繼任： 波羅莫 |